# منظمة الباحثات السودانيات في العلوم

منظمة الباحثات السودانيات في العلوم (SWSO) هي منظمة سودانية تعمل بالتعاون مع منظمة العالم الثالث للمرأة في العلوم واليونسكو، هي منظمة غير حكومية يتكون أعضاؤها من النساء والرجال  الباحثون في مجال العلوم والتكنولوجيا والهندسة والرياضيات (ٍSTM) مهتمون بتمكين النساء السودانيات في جميع المجتمع و في مجال تحقيق المساواة بين الرجال و النساء من خلال العلوم والبحث العلمي.
أحد مهام SWSO الأساسية هي تعزيز فعالية ومشاركة جميع النساء السودانيات في جميع المستويات من خلال  التوعية بحقوق المرأة، وبناء القدرات القيادية للمرأة وتعزيز التنمية الاقتصادية للمرأة.
تعمل أيضا على تسهيل برامج بناء القدرات وتمكين العالمات من المساهمة في تنمية المجتمع
أولوياتها الرئيسية تحقيق المساواة في:
- التعليم
- البحث العلمي
- توفير فرص للعمل
- القيادة والمشاركة السياسية [1]

## نشأتها
تم تسجيل المنظمة لدى مفوضية العون الإنساني ، وزارة الشؤون الإنسانية - السودان منذ 17 أبريل 2013م 
رئيسة و مؤسسة المنظمة هي نشوى عيسى أبو الحسن، و شاركت أيضا في تأسيس الفرع الوطني (Sudanese National Chapter)

## مقرها
المنظمة مستضافة من جامعة النيلين كلية العلوم والتقانة الخرطوم السودان 

## وصلات خارجية
1. https://www.youtube.com/watch?v=QIKTyBFYVT4